# Prodidomus margala
Prodidomus margala är en spindelart som beskrevs av Norman I. Platnick 1976. Prodidomus margala ingår i släktet Prodidomus och familjen Prodidomidae.
Artens utbredningsområde är Pakistan. Inga underarter finns listade i Catalogue of Life.